# Formel-E-Rennstrecke Diriyya
Die Formel-E-Rennstrecke Diriyya ist ein temporärer Stadtkurs für Rennen der FIA-Formel-E-Meisterschaft in Diriyya mit einer Länge von 2,494 km. Am 15. Dezember 2018 fand im Rahmen der Saison 2018/19 erstmals ein Rennen auf dieser Strecke statt.
Der Kurs führt über öffentliche Straßen, verläuft im Uhrzeigersinn und besteht aus 21 Kurven.
Zwischen den Kurven 2 und 3 führt die Strecke unter einem eigens errichteten Gebäude durch, in dem eine Loge für Kronprinz Mohammed bin Salman eingerichtet ist. Das Gebäude kam bereits beim Zürich E-Prix 2018 auf der Formel-E-Rennstrecke Zürich zum Einsatz, wurde nach dem Rennen abgebaut, nach Diriyya transportiert und hier wieder aufgebaut.